# نازی‌ها در مرکز زمین
نازی‌ها در مرکز زمین (به انگلیسی: Nazis at the Center of the Earth) فیلمی محصول سال ۲۰۱۲ و به کارگردانی پل بلیز است. در این فیلم بازیگرانی همچون دامینیک سوین، جیک بیوزی، جاش آلن و کریستوفر کارل جانسون ایفای نقش کرده‌اند.